# Жиренайгыр
Жиренайгыр (каз. Жиренайғыр) — село в Жамбылском районе Алматинской области Казахстана. Входит в состав Аксенгирского сельского округа. Код КАТО — 194237300.

## Население
В 1999 году население села составляло 69 человек (37 мужчин и 32 женщины). По данным переписи 2009 года, в селе проживало 87 человек (46 мужчин и 41 женщина).